# Alvenslebenska konvencija
Alvenslebenska konvencija (nemško Alvenslebensche Konvention, rusko Конвенция Альвенслебена, Konvencija Albenslebena) je bil sporazum med Ruskim imperijem in Kraljevino Prusijo, poimenovan po generalu Gustavu von Alvenslebenu. Konvencijo sta v Sankt Peterburgu 8. februarja 1863 podpisala general Alvensleben in ruski zunanji minister Aleksander Gorčakov.

## Konvencija
Januarja 1863 je v Kongresni Poljski, ki je bila pod rusko oblastjo, izbruhnila tako imenovana januarska vstaja proti ruski oblasti. Prusija je takoj zaprla svojo mejo in mobilizirala svojo vojsko, da bi zavarovala svoje vzhodne province pred podobnim dogodkom. Na pobudo predsednika vlade Otta von Bismarcka je bil general Alvensleben, osebni adjutant pruskega kralja, poslan na dvor ruskega carja Aleksandra II., da bi se dogovoril o skupnih ukrepih glede upornikov. Državi sta se dogovorili o pravici obeh, da poljske revolucionarje zasledujeta tudi preko svoje meje in jih izročita ruskim vojaškim sodiščem.
Konvencija ni bila nikoli izvedena, saj se je Rusija sama zatrla vstajo Poljakov.

## Politične posledice

### V Prusiji
Otta von Bismarcka, ki je bil septembra 1862 imenovan za predsednika vlade in je vladal brez parlamentarne večine, so kritizirali liberalni pruski politiki, kot sta bila Hans Victor von Unruh in Heinrich von Sybel, ki sta sočustvovala s stisko Poljakov.
Sporazum je povzročil besedne spopade v pruskem deželnem zboru. Ko je predsednik parlamenta Bismarcka prekinil med zagovorom njegove poljske politike, je ta izjavil, da odgovarja le kralju in da "ni podvržen disciplinski oblasti, ki jo ima predsednik parlamenta". Boj med Bismarckom in parlamentom se je nadaljeval in 22. maja 1863 je parlament kralju poslal ostro noto: "Poslanski dom nima več sredstev za dogovor s tem ministrstvom ... Vsako nadaljnje pogajanje le še krepi naše prepričanje, da svetovalce krone in države ločuje prepad". Posledično je kralj dokončno razpustil parlament.
Medtem je Bismarck javno izjavil, da je bil sporazum sklenjen na pobudo Rusov, ruski zunanji minister Gorčakov pa je izjavil, da konvencija ni nikoli začela veljati.

### Mednarodne zadeve
Konvencijo so kritizirali zahodni liberalci, kar je povzročilo resno diplomatsko krizo. Velika Britanija in Avstrijsko cesarstvo sta protestirala, zlasti Napoleon III. pa je pokazal svoje simpatije do vstaje in predlagal razrešitev Bismarcka s položaja pruskega predsednika vlade. Cesarica Evgenija je avstrijskemu veleposlaniku že kazala zemljevid Evrope, ki je vseboval neodvisno Poljsko in večjo spremembo evropskih meja.
Konvencija je izboljšala rusko-pruske odnose, medtem ko so bili francosko-ruski odnosi napeti zaradi odkrite naklonjenosti, ki jo je Napoleon III. izkazoval Poljakom. Bismarck sam je kasneje v sporazumu videl predpogoj za rusko nevtralnost v avstro-pruski in francosko-pruski vojni.